# Disco compacto
El disco compacto (conocido popularmente como CD por las siglas en inglés de Compact Disc) es un disco óptico utilizado para almacenar datos en formato digital, consistentes en cualquier tipo de información (audio, imágenes, video, documentos y otros datos).
Tienen un diámetro de 12 centímetros y un espesor de 1,2 milímetros. El modelo estándar puede almacenar hasta 74 minutos 33 segundos de audio o 650 MiB de datos, el modelo con capacidad extendida puede almacenar hasta 80 minutos de audio o 700 MiB de datos, existiendo variantes no estándar que pueden superar estas capacidades. Los mini-CD tienen un diámetro de 8 cm, son usados para la distribución de sencillos y software de controladores, guardando el estándar hasta 21 minutos de audio o 185 MiB de datos y el extendido hasta 24 minutos o 210 MiB de datos.
Esta tecnología fue inicialmente utilizada para el CD audio, y más tarde fue expandida y adaptada para el almacenamiento de datos (CD-ROM), de video (VCD y SVCD), la grabación doméstica (CD-R y CD-RW) y el almacenamiento de datos mixtos (CD-i, Photo CD y CD EXTRA). También inició el reemplazo de los cartuchos en las consolas de videojuegos siendo el caso más exitoso el de PlayStation.
El disco compacto goza de popularidad en el mundo actual, especialmente en Asia, donde su éxito persiste. En el año 2007 se habían vendido 200 000 millones de CD en el mundo desde su creación. Aun así, los discos compactos se complementan con otros tipos de distribución digital y almacenamiento, como las memorias USB, las tarjetas SD, los discos duros, el almacenamiento en la nube y las unidades de estado sólido. Desde su pico en el año 2000, las ventas de CD han disminuido alrededor de un 50 %.

## Historia

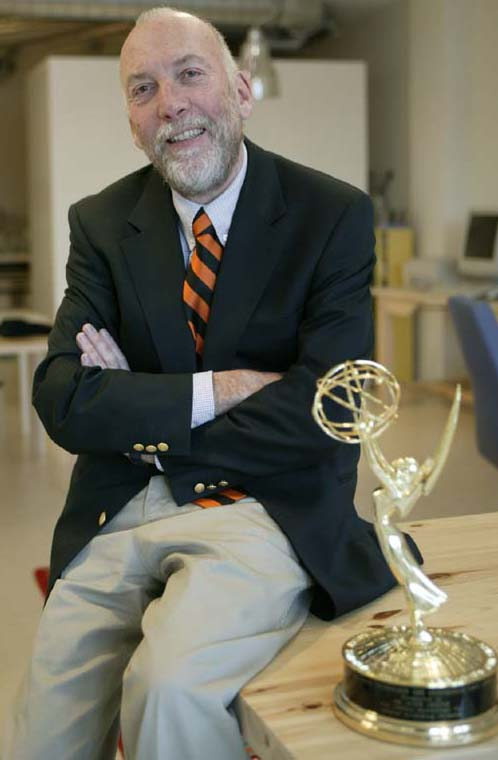
Kees Schouhamer Immink recibió un Premio Emmy por sus contribuciones creativas al disco compacto, DVD y Blu-ray disc.

El disco compacto es una evolución del laserdisc. Los prototipos fueron desarrollados por Philips y Sony, primero de manera independiente y posteriormente de manera conjunta. Fue presentado en junio de 1980 a la industria, y se adhirieron al nuevo producto 40 compañías de todo el mundo mediante la obtención de las licencias correspondientes para la producción de reproductores y discos.

### Prototipos de discos ópticos de audio digital
En 1974, Lou Ottens, director del grupo de la industria de audio dentro de la corporación tecnológica de Phillips tuvo la iniciativa de formar un grupo de proyecto de siete personas para desarrollar un disco de audio óptico con un diámetro de 20 cm con una calidad de sonido superior a la de los discos de vinilo grandes y frágiles. En marzo de 1974, durante una reunión del grupo de audio, dos ingenieros del laboratorio de investigación de Philips recomendaron el uso de un formato digital en el disco óptico de 20 cm, ya que se podría añadir un código de corrección de errores. No fue sino hasta 1977 que los directores del grupo decidieron establecer un laboratorio con la misión de crear un pequeño disco de audio digital óptico y un pequeño reproductor. Se eligió la locución «disco compacto», en consonancia con otro producto de Philips, el casete compacto. En lugar de los 20 cm de tamaño original, el diámetro de este disco compacto se fijó en 11,5 cm, que es el tamaño de la diagonal de un casete compacto.
Mientras tanto, Sony mostró por primera vez públicamente un disco de audio digital óptico en septiembre de 1976. En septiembre de 1978, la compañía mostró un disco de audio digital óptico con un tiempo de 150 minutos de reproducción, grabado con una velocidad de muestreo de la señales de audio de 44.056 Hz, resolución lineal de 16 bits y código de corrección de errores de cruz-entrelazado, especificaciones similares a las que más tarde se establecieron en el formato del Compact Disc en 1980.

### Colaboración y estandarización
Más tarde, en 1979, Sony y Philips crearon un grupo de trabajo conjunto de ingenieros para diseñar un nuevo disco de audio digital. Liderados por Kees Schouhamer Immink y Toshitada Doi la investigación impulsó la tecnología del láser y el disco óptico que se inició de forma independiente por las dos empresas. Después de un año de experimentación y discusión, el grupo de trabajo produjo el Libro Rojo de estándar CD-DA. Publicado por primera vez en 1980, la norma fue adoptada formalmente por la Comisión Electrotécnica Internacional como estándar internacional en 1987, con varias enmiendas que comenzaron a formar parte de la norma en 1996.
Philips contribuyó a la manufactura general, basado en la tecnología del LaserDisc para incluir la Modulación Ocho a Catorce (EFM por sus siglas en inglés), que ofrece una cierta resistencia a defectos tales como rasguños y huellas dactilares, mientras que Sony contribuyó con el método de corrección de errores CIRC.
La Historia de Compact Disc, contada por un e miembro del grupo de trabajo, entrega antecedentes sobre las muchas decisiones técnicas, incluida la elección de la frecuencia de muestreo, tiempo de reproducción, y el diámetro del disco. El grupo de trabajo estuvo formado por alrededor de cuatro a ocho personas, aunque según Philips, el disco compacto fue "inventado colectivamente por un grupo grande de personas que trabajan como un equipo". La resolución de audio quedó establecida en 16 bits a 44.1kHz debido a que de acuerdo al Teorema de Nyquist Shannon, se requiere al menos el doble de la frecuencia máxima audible para el ser humano (comprendida entre 20 y 20000 Hertz) para obtener un sonido de buena calidad.

### Comercialización

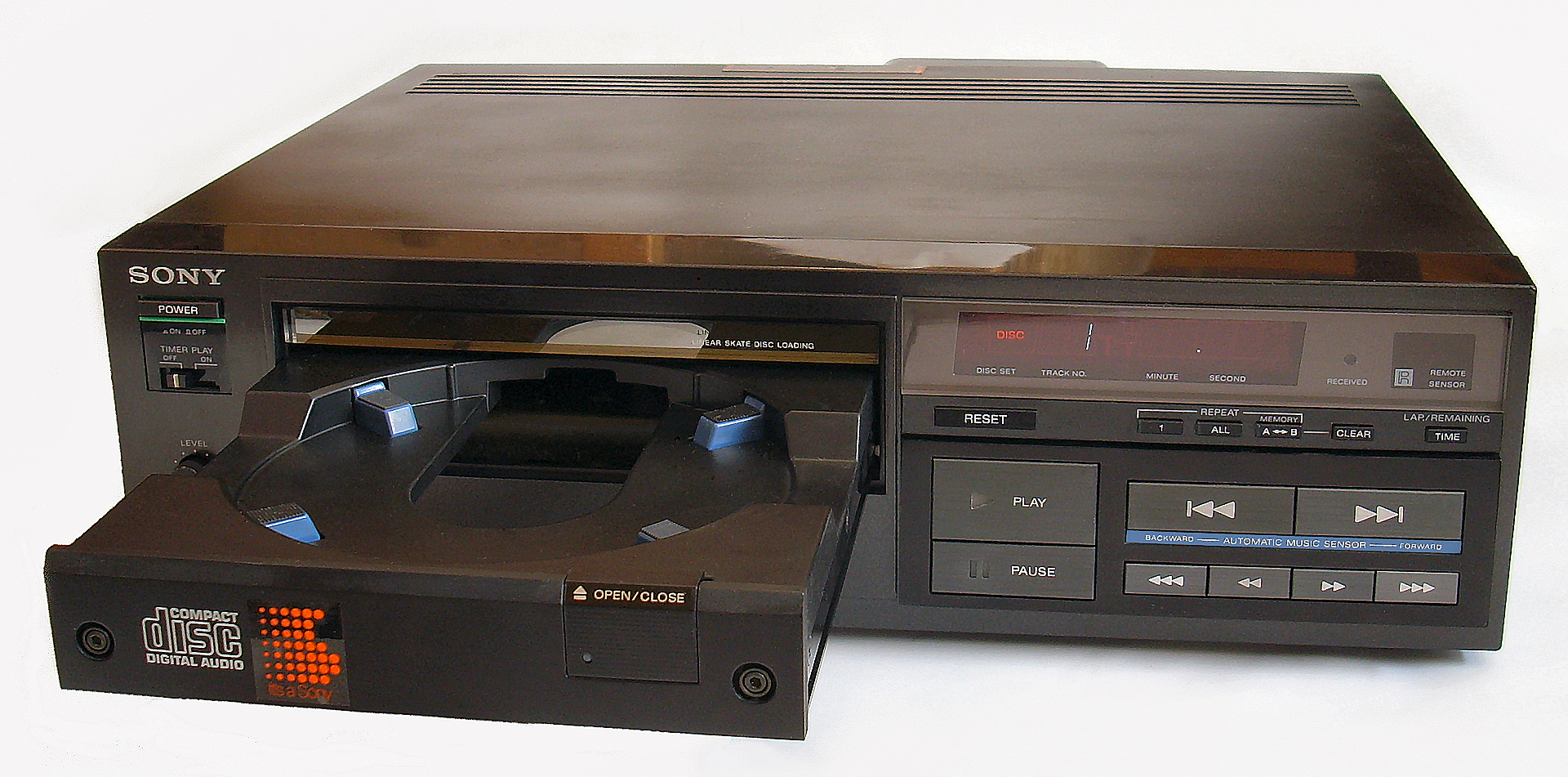
El CDP-101 de Sony fue el primer reproductor de discos compactos.

En 1981, el director de orquesta Herbert von Karajan convencido del valor de los discos compactos, los promovió durante el Festival de Salzburgo, y desde ese momento empezó su éxito. Los primeros títulos grabados en discos compactos en Europa fueron la Sinfonía alpina de Richard Strauss, los valses de Frédéric Chopin interpretados por el pianista chileno Claudio Arrau, y el álbum The Visitors de ABBA. En 1983 se produciría el primer disco compacto en Estados Unidos por CBS (hoy Sony Music), siendo el primer título en el mercado, un álbum de Billy Joel. La producción de discos compactos se concentró por varios años en Estados Unidos y Alemania, de donde eran distribuidos a todo el mundo.
Fue en octubre de 1982 cuando Sony y Philips comenzaron a comercializar el disco compacto. Sony lanzó el primer reproductor de discos compactos, llamado CDP-101 en Japón en aquel año y, un año después llegaría a los Estados Unidos, casi 100 años después de la invención del fonógrafo, costando casi 1000 USD del momento.
Tras un catálogo inicial de 20 álbumes, la cantidad de ventas aumentaron con el tiempo, superando al vinilo en 1981 y al casete en 1991. Inicialmente fueron lanzados en empaques alargados similares a los de los discos de vinilo, hecho que levantó muchas críticas, por lo que tras varios rediseños, fue descontinuado a favor de los empaques plásticos Jewel Box usados en la actualidad. En 1984 salieron al mundo de la informática, permitiendo almacenar hasta 650 MB (74 min de CD-A) y, a finales de los 90, hasta 700 MB (80 min de CD-A). Con el paso del tiempo, los desarrolladores adoptaron el formato, al permitir guardar más información que los disquetes, y ofrecer mayor seguridad al ser un medio no reescribible, previniendo incidentes como las infecciones con virus informáticos.

### PlayStation

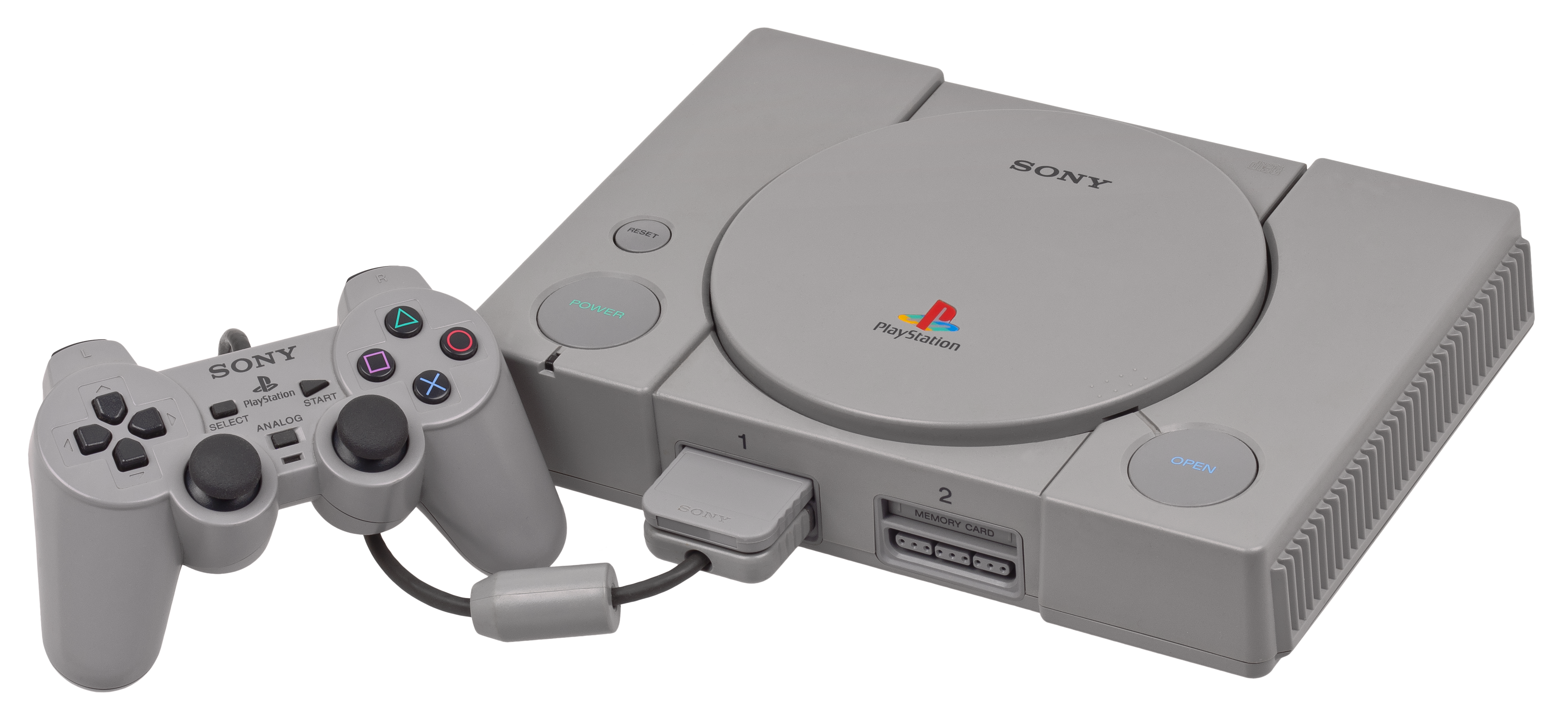
El PlayStation fue la primera consola en tener éxito al usar el disco compacto como formato de distribución para los títulos.

A pesar de que en la década de los noventa ya existían varios intentos de usar el disco compacto como reemplazo del cartucho para las consolas de videojuegos como el CD-i, el Sega CD y el lector de CD-ROM para la consola Atari Jaguar, el primer éxito en la adopción fue logrado por Sony en su consola PlayStation. Producto de un proyecto cancelado en colaboración con Nintendo, para agregar un lector de CD-ROM a su consola Super Nintendo, Sony continuó el desarrollo de forma completamente independiente y lanzó la PlayStation en el año 1994 con gran éxito. A pesar de que el CD-ROM poseía tiempos de carga más largos que los cartuchos, era más vulnerable a la piratería y era más propenso a los accidentes como arañazos y huellas, los inconvenientes fueron compensados por un costo de producción más bajo, mayor facilidad de almacenamiento y transporte y una mayor capacidad de 650 MB, permitiendo agregar más información como música y actuaciones de voz y extras como videos, en contraste con los cartuchos de su rival el Nintendo 64 con un máximo de 96 MB. El éxito obligó a los fabricantes a adoptar los medios ópticos, como Nintendo con su Gamecube lanzado en el año 2001. Desde entonces, la mayoría de las consolas domésticas emplean medios ópticos para distribuir sus títulos.

### CD-R y CD-RW
Por un tiempo, el disco compacto era un formato de solo lectura, hecho que limitaba la adopción del formato y el reemplazo de los formatos anteriores. Fue entonces que se lanzaron los formatos grabables CD-R en 1991 y CD-RW en 1997. El CD-R usa un tinte orgánico permite grabar una sola vez sin la posibilidad de modificar ni borrar la información tras el grabado. Mientras que el CD-RW utiliza una aleación de metales de cambio de fase para grabar y borrar la información varias veces. Su adopción fue un éxito a finales de los años noventa e inicio de los años 2000 ya que permite copiar al almacenamiento del equipo las pistas de varios discos compactos de forma comprimida en MP3 para luego volverlas a grabar en discos en blanco de forma personalizada. Esto contribuyó a reducir los costos para el consumo de música y confirmar el reemplazo del casete y el disquete. Posteriormente la aparición de los lectores capaces de leer el formato MP3 permitió la creación de discos con pistas grabadas en este formato, multiplicando la capacidad de los discos compactos hasta doce veces, abaratando y facilitando aún más el acceso a la música.

### MP3, Napster e iTunes

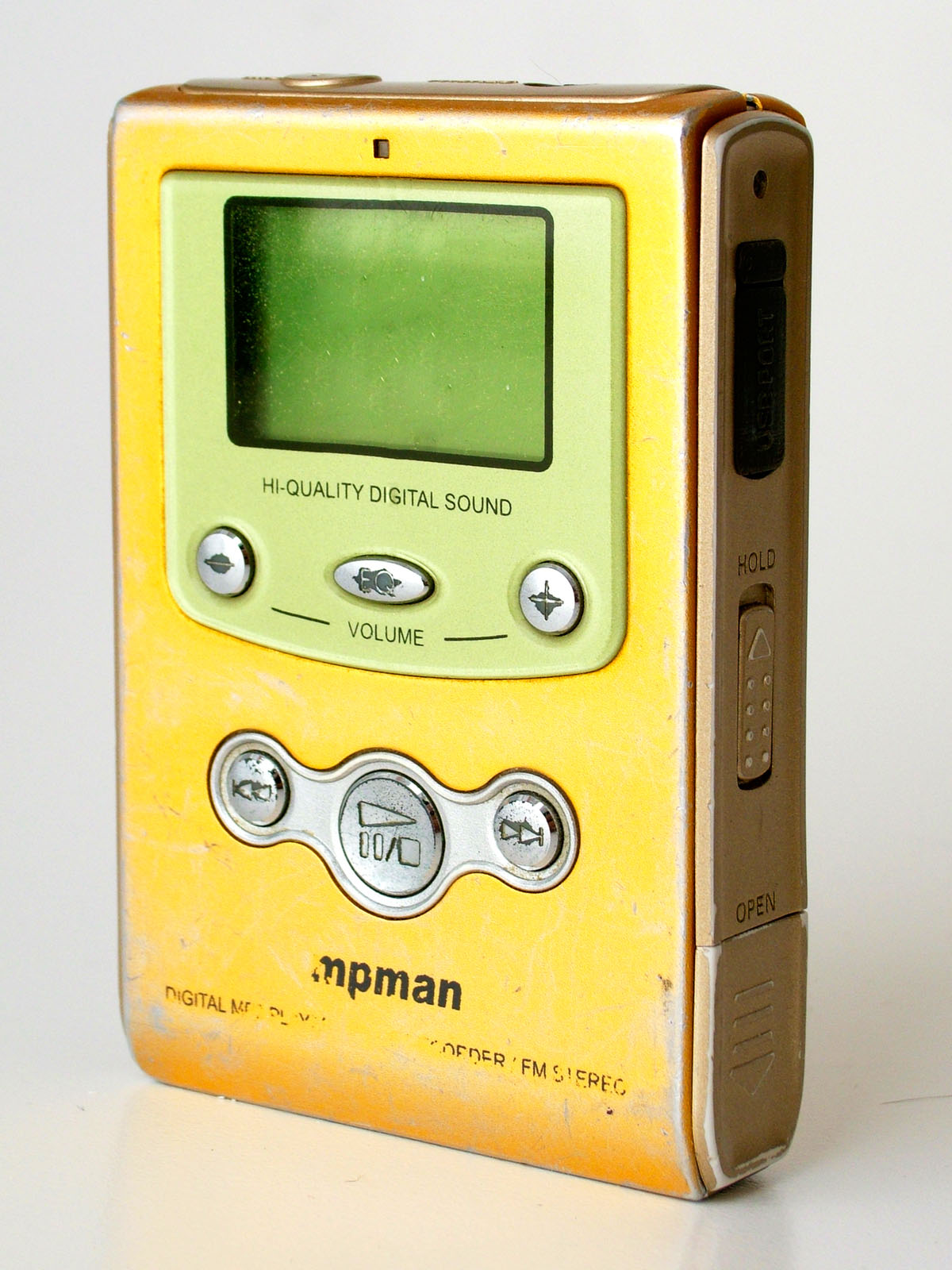
MpMan mp-f60.

En el año de 1999 Napster fue lanzado iniciando una revolución en la industria musical al permitir a las personas intercambiar pistas musicales codificadas en archivos MP3. Debido a su éxito, alcanzó un número mayor a 80 millones de usuarios en su mejor momento e inició el desarrollo de otros servicios similares como Kazaa, Megaupload y YouTube-mp3. A pesar del cierre de Napster en 2001 y su posterior reconversión a un servicio legal, su lanzamiento inició la transición del medio físico al consumo digital.
En el año de 1998 se lanzó el Eiger Labs MPMan F10 fabricado por la compañía surcoreana Saehan y distribuida en Occidente por Eiger Labs. El dispositivo fue todo un éxito hasta convertirse en una tecnología dominante abanderada por el iPod de Apple. La tienda virtual de música iTunes Store fue la más exitosa al rebasar las ventas de discos compactos en 2005.

### Música bajo demanda y resurgimiento del vinilo

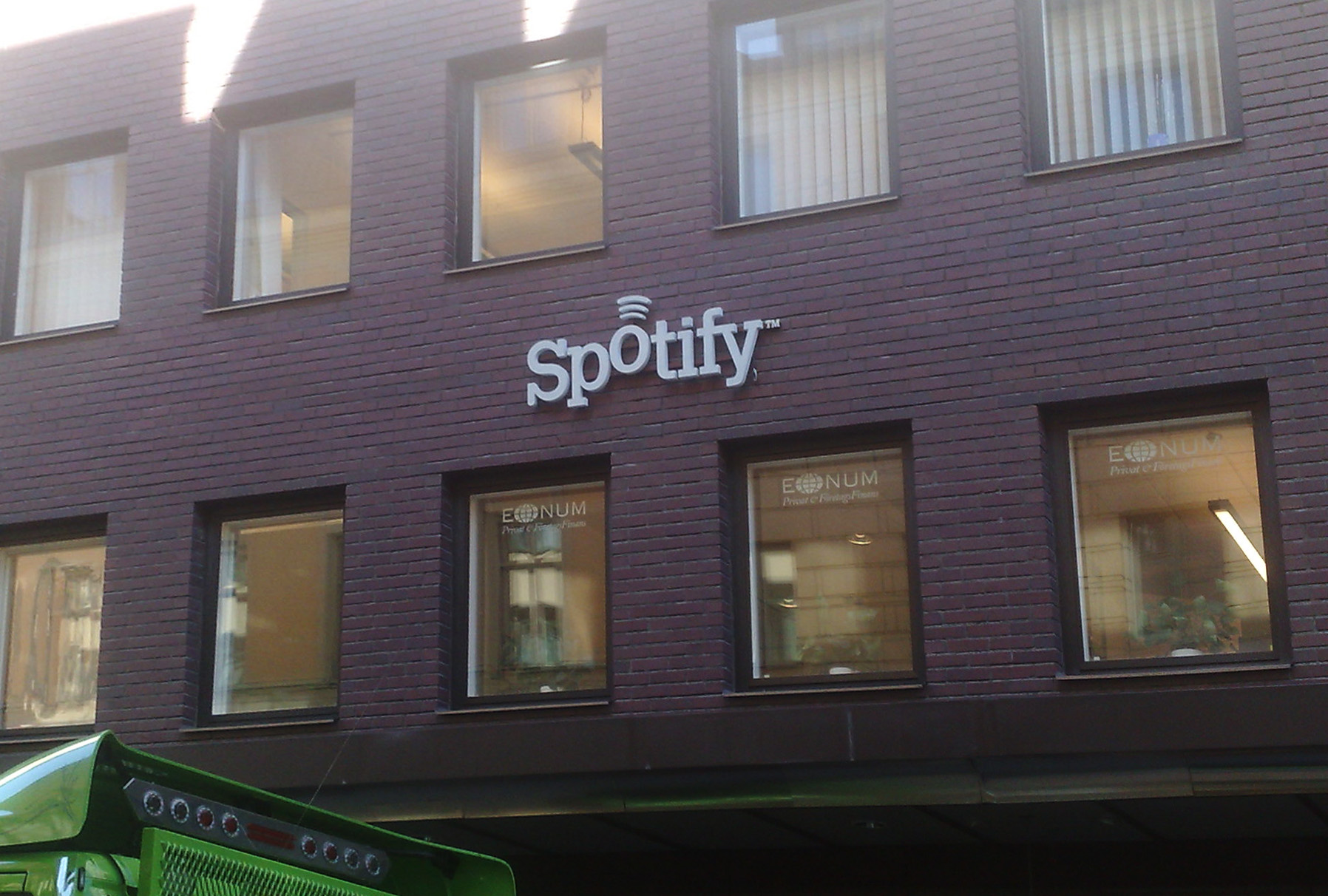
Sede de Spotify en Estocolmo, Suecia.

La aparición de Spotify en 2006 y su éxito como servicio de música bajo demanda cambió la forma del negocio y consumo musical al presentarse como una forma de escuchar música sin recurrir a prácticas ilegales y sin usar espacio de almacenamiento rebasando las ventas de discos compactos en 2014 y las de los archivos digitales en el año siguiente. Por otro lado, debido a la influencia de la subcultura Hipster en la década de los 2010 prevalecía la creencia de los vinilos como un formato superior de medios físicos. Como resultado, las ventas de los vinilos aumentaron a costa de los discos compactos en esta década.

### Resurgimiento del disco compacto

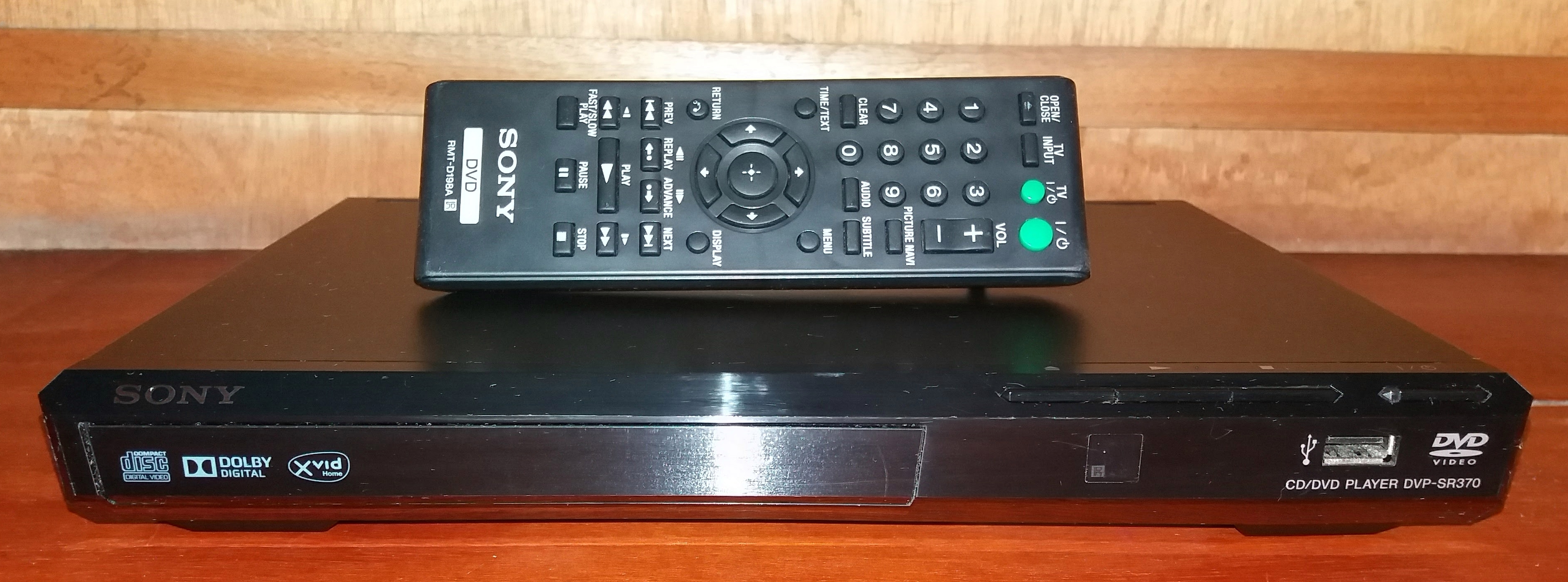
Los reproductores de DVD actuales pueden leer los discos compactos en CD-DA y MP3.

En el año 2021 se registró un aumento en las ventas de discos compactos en Estados Unidos de 31.6 millones del año 2020 a 46.6 millones en 2021 siendo la primera vez que registran un aumento desde el año 2004. Esto implica un aumento de ventas que no se había registrado en más de 17 años. Esto se debe a varios factores. Varios intérpretes del momento como Adele, BTS y Taylor Swift ayudaron a promover el formato. En Asia el disco compacto registró una caída menor a la registrada en Occidente ayudando a mantener la vigencia del formato. Muchas personas aún valoran poseer sus álbumes en un medio físico siempre disponible sin importar el estado o la disponibilidad de una conexión a Internet ni realizar pagos continuos. Existen varias tiendas que aún venden música en ese formato y medios en blanco ya sea de forma presencial o en línea. La gran mayoría de los lectores y unidades de DVD y Blu-Ray actuales aún pueden manejar los discos compactos así como varias consolas de videojuegos. Otra razón es el creciente escepticismo respecto a los servicios de música bajo demanda debido a problemas como el manejo arbitrario de los catálogos, los problemas con las licencias de los intérpretes y disqueras, las dudas sobre la sustentibilidad de su modelo de negocios, las críticas hacia los algoritmos empleados, la controversia sobre las ganancias destinadas a los intérpretes así como las relacionadas con los contenidos en sus catálogos.

## Detalles físicos

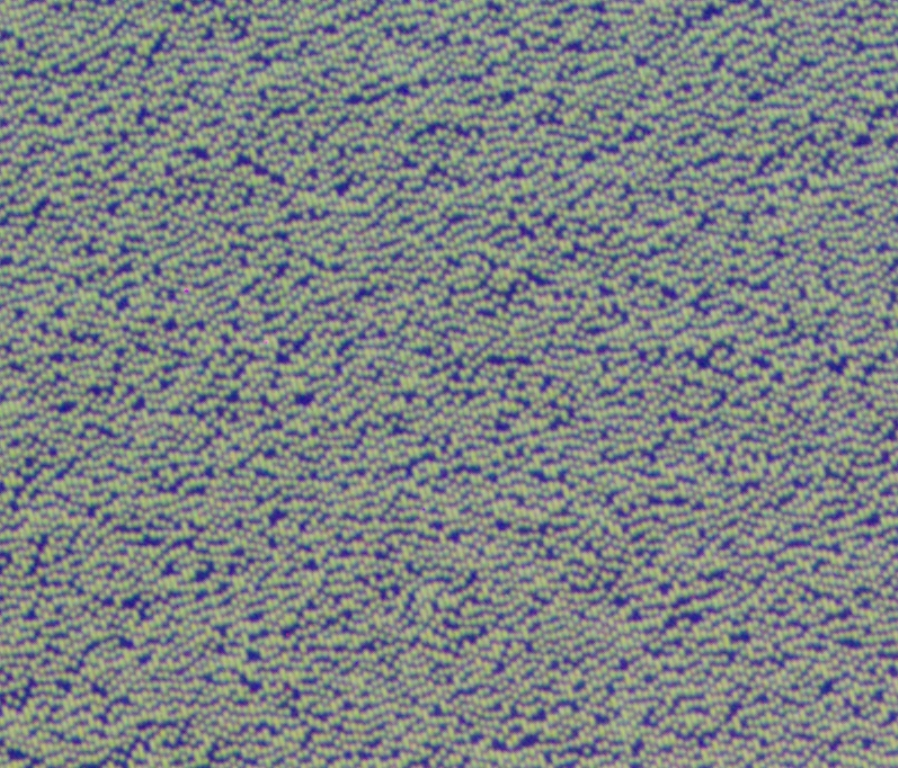
Los pits o perforaciones de un disco compacto tienen 500 nm de ancho, entre 830 y 3000 nm de largo y 150 nm de profundidad.

A pesar de que puede haber variaciones en la composición de los materiales empleados en la fabricación de los discos, todos siguen un mismo patrón: los discos compactos se hacen de un disco grueso, de 1,2 mm, de policarbonato de plástico, al que se le añade una capa reflectante de aluminio, utilizada para obtener más longevidad de los datos. Así se reflejará la luz del láser (en el rango de espectro infrarrojo, y por tanto no apreciable visualmente); posteriormente se le añade una capa protectora de laca, que actúa como protector del aluminio y, opcionalmente, una etiqueta en la parte superior. Los métodos comunes de impresión en los CD son la serigrafía y la impresión ófset.
En el caso de los CD-R y CD-RW se usa oro, plata, y aleaciones de las mismas, que por su ductilidad permite a los láseres grabar sobre ella, cosa que no se podría hacer sobre el aluminio con láseres de baja potencia.

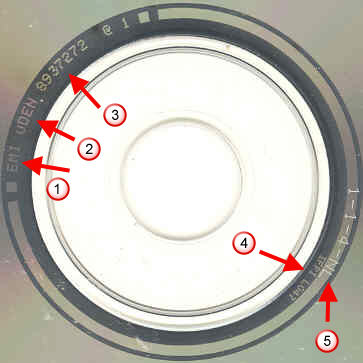
Reverso de un disco compacto disponible comercialmente con varias características de identificación: (1) Sello discográfico de origen, (2) Planta de fabricación de origen, (3) Número de catálogo, (4) Identificador IFPI, (5) Código de país (NL refiere a Países Bajos).

### Características
- Velocidad de la exploración: 1,2–1,4 m/s, equivale aproximadamente a entre 500 rpm y 200 rpm, en modo de lectura CLV (Constant Linear Velocity: 'Velocidad Lineal Constante').
- Distancia entre pistas: 1,6 µm.
- Diámetro del disco: 120 u 80 mm.
- Grosor del disco: 1,2 mm.
- Radio del área interna del disco: 25 mm.
- Radio del área externa del disco: 60 mm.
- Diámetro del orificio central: 15 mm.
- Tipos de disco compacto:
  - Solo lectura: CD-ROM (Compact Disc - Read Only Memory).
  - Grabable: CD-R (Compact Disc - Recordable).
  - Regrabable: CD-RW (Compact Disc - Re-Writable).
  - De audio: CD-DA (Compact Disc - Digital Audio).

Un CD de audio se reproduce a una velocidad tal que se leen 150 KB por segundo. Esta velocidad base se usa como referencia para identificar otros lectores como los de ordenador, de modo que si un lector indica 24x, significa que lee 24 x 150 kB = 3.600 kB/s, aunque se ha de considerar que los lectores con indicación de velocidad superior a 4x no funcionan con velocidad angular variable como los lectores de CD-DA, sino que emplean velocidad de giro constante, siendo el radio obtenible por la fórmula anterior el máximo alcanzable.

## Unidad de disco compacto

### Lectora

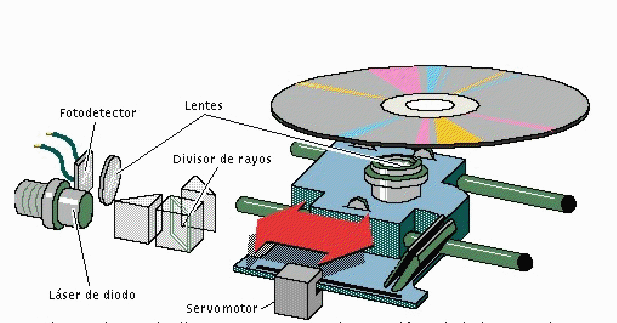
Detalles de un dispositivo lector de Discos Compactos.

La lectora de CD, también llamada reproductor de CD, es el dispositivo óptico capaz de reproducir los CD de audio, de video, de datos, etc. utilizando un láser que le permite leer la información contenida en dichos discos.
El lector de discos compactos está compuesto de:
- Un cabezal, en el que hay un emisor de rayos láser, que dispara un haz de luz hacia la superficie del disco, y que tiene también un fotorreceptor (foto-diodo) que recibe el haz de luz que rebota en la superficie del disco. El láser suele ser un diodo AlGaAs con una longitud de onda en el aire de 780 nm. (Cercano a los infrarrojos, nuestro rango de visión llega hasta aproximadamente 700 nm.) por lo que resulta una luz invisible al ojo humano, pero no por ello inocua. Ha de evitarse siempre dirigir la vista hacia un haz láser para evitar ceguera o daños a la visión, por lo que los lectores están diseñados para evitar que los consumidores logren ver la luz láser y se recomienda su reparación solo por personal calificado[15]. La longitud de onda dentro del policarbonato es de un factor n=1.55 más pequeño que en el aire, es decir 500 nm.
- Un motor que hace girar el disco compacto, y otro que mueve el cabezal radialmente. Con estos dos mecanismos se tiene acceso a todo el disco. El motor se encarga del CLV (Constant Linear Velocity), que es el sistema que ajusta la velocidad del motor de manera que su velocidad lineal sea siempre constante. Así, cuando el cabezal de lectura está cerca del borde el motor gira más lento que cuando está cerca del centro. Este hecho dificulta mucho la construcción del lector pero asegura que la tasa de entrada de datos al sistema sea constante. La velocidad de rotación en este caso es controlada por un microcontrolador que actúa según la posición del cabezal de lectura para permitir un acceso aleatorio a los datos. Los CD-ROM, además permiten mantener la velocidad angular constante, el CAV (Constant Angular Velocity). Esto es importante tenerlo en cuenta cuando se habla de velocidades de lectura de los CD-ROM.
- Un DAC, en el caso de los CD-Audio, y en algunos CD-ROM antiguos. DAC es Digital to Analogical Converter. Es decir un convertidor de señal digital a señal analógica, la cual es enviada a los altavoces. DAC’s también hay en las tarjetas de sonido, las cuales, en su gran mayoría, tienen también un ADC, que hace el proceso inverso, de analógico a digital. Los lectores de CD-ROM posteriores descartan el DAC, enviando los datos de audio de forma digital por el cable de datos Serial ATA o USB para ser decodificados por el microprocesador y la tarjeta de sonido del equipo para luego enviar la salida de audio hacia los altavoces.
- Otros servosistemas, como el que se encarga de guiar el láser a través de la espiral, el que asegura la distancia precisa entre el disco y el cabezal, para que el láser llegue perfectamente al disco, o el que corrige los errores, etcétera.

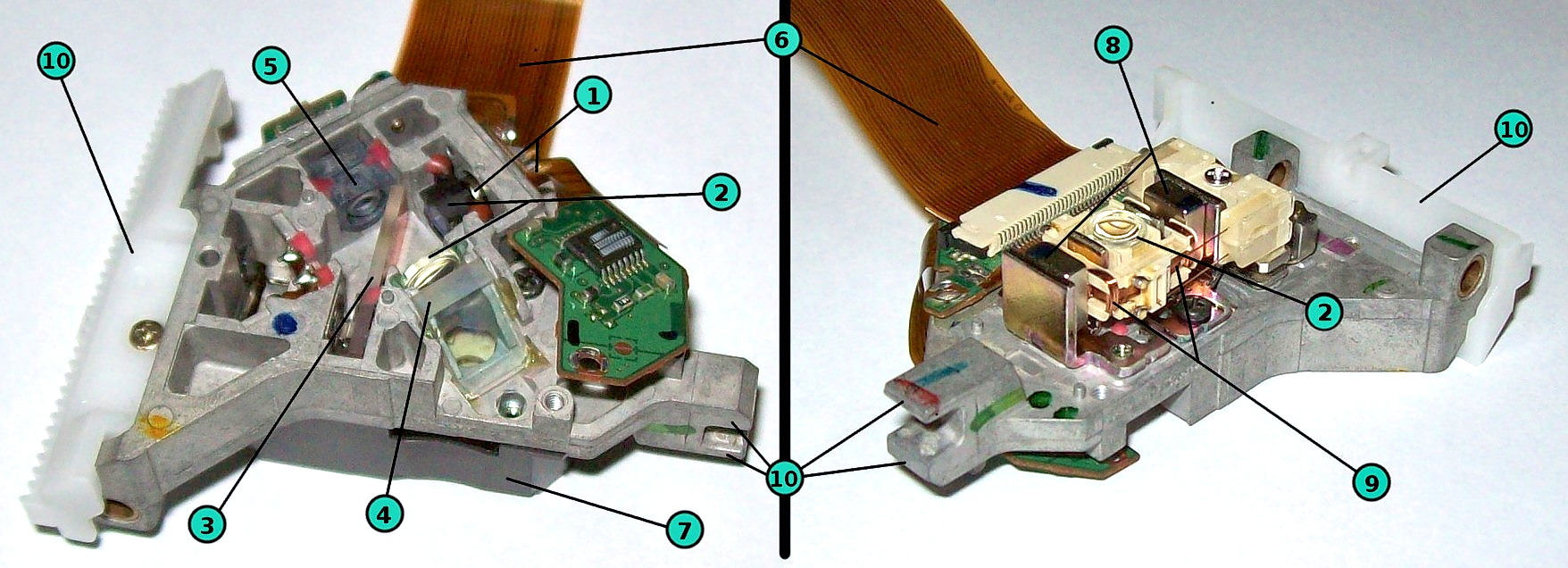
Cabezal de un lector de CD-ROM: 1. Diodo láser, 2. Lente de enfoque, 3. Divisor de rayos, 4. Espejo (dirige el haz láser hacia arriba, donde está la lente de enfoque y finalmente el CD), 5. Fotodetector (fotodiodos), 6. Bus de datos, 7. Tapadera de plástico, 8. Imanes, 9. Bobinas (sirven para mover la lente de enfoque y seguimiento), 10. Cremallera y ranura (permiten la movilidad del cabezal en el ancho del CD-ROM).

Pasos que sigue el cabezal para la lectura de un CD:
1. Un haz de luz coherente (láser) es emitido por un diodo de infrarrojos hacia un espejo que forma parte del cabezal de lectura, el cual se mueve linealmente a lo largo de la superficie del disco.
2. La luz atraviesa un divisor de haz que triplica el haz de entrada.
3. Los tres haces se enfocan sobre la superficie del disco a través de un sistema óptico; el haz central se mantiene sobre la pista, los otros dos quedan a ambos lados y son usados para el sistema de seguimiento automático de la pista (autotracking).
4. Esta luz incidente se refleja en la capa de aluminio, atravesando el recubrimiento de policarbonato. La altura de los pozos (pits) es igual en todos y está seleccionada con mucho cuidado, para que sea 1/4 de la longitud de onda del láser en el policarbonato. La idea aquí es que la luz que se refleja en un pozo viaje 1/4 + 1/4 = 1/2 de la longitud de onda más que la luz que se refleja en un llano (land).
5. La luz reflejada se encamina mediante una serie de lentes y espejos a cuatro fotodetectores montados en cuadro.
6. Cuando se produce una transición pozo-llano o llano-pozo, como hay un desfase de media longitud de onda entre ambos, se produce una interferencia destructiva y la intensidad resultante es prácticamente nula. A lo largo de un pozo, o a lo largo de un llano, no hay cambios y la intensidad resultante es máxima. Los fotodetectores captan este cambio en la intensidad luminosa, convirtiéndolo en energía eléctrica.
7. Para recuperar la señal, se suma la salida de los cuatro fotodetectores. Se asigna un 1 a las transiciones pozo-llano o llano-pozo (intensidad mínima) y un 0 al interior de un pozo o un llano (intensidad máxima).
8. El flujo de bits así leído se decodifica en el orden inverso en que fue codificado: primero pasa por un decodificador EFM, luego por dos niveles de detección de errores (Reed-Solomon), y por último por una etapa de corrección de errores.
9. El autotracking se retroalimenta con la diferencia entre la intensidad detectada por cada sensor, para mantener el láser enfocado sobre la pista.

## Grabación

Comparación de los formatos de almacenamiento óptico. Espacio entre pistas (p). Anchura de pit (w). Longitud mínima (l). Tamaño del punto del láser (⌀). Longitud de onda (λ).

Los discos presentan una capa interna protegida, donde se guardan los bits mediante distintas tecnologías, siendo que en todas ellas dichos bits se leen mediante un rayo láser incidente. Este, al ser reflejado, permite detectar variaciones microscópicas de propiedades óptico reflectivas ocurridas como consecuencia de la grabación realizada en la escritura. Un sistema óptico con lentes encamina el haz luminoso, y lo enfoca como un punto en la capa del disco que almacena los datos.
En la actualidad, incluso se ha desarrollado software que ayudan al grabado en las computadoras, igualmente, se ha añadido un método de grabación de discos de música y datos en los sistemas de Windows así como también en la aplicación iTunes de Apple.

### Grabación durante la fabricación
Se puede grabar un disco por moldeado durante la fabricación.
Mediante un molde de níquel (CD-ROM), una vez creada una aplicación multimedia en el disco duro o disco de estado sólido de un equipo es necesario transferirla a un soporte que permita la realización de copias para su distribución.

Diagrama de las capas de un disco compacto. A: Disco de policarbonato con los pits grabados. B: Capa reflectora. C: Capa de laca protectora. D: Etiqueta. E: Láser de lectura.

Las aplicaciones CD-ROM se distribuyen en discos compactos de 12 cm de diámetro, con la información grabada en una de sus caras. La fabricación de estos discos requiere disponer de una sala «blanca», libre de partículas de polvo, en la cual se llevan a cabo los siguientes procesos: sobre un disco finamente pulido en grado óptico se aplica una capa de material fotosensible de alta resolución, del tipo utilizado en la fabricación de microchips. Sobre dicha capa es posible grabar la información gracias a un rayo láser. Una vez acabada la transcripción de la totalidad de la información al disco, los datos que contiene se encuentran en estado latente. El proceso es muy parecido al del revelado de una fotografía.
Dependiendo de las zonas a las que ha accedido el láser, la capa de material fotosensible se endurece o se hace soluble al aplicarle ciertos baños. Una vez concluidos los diferentes baños se dispone de una primera copia del disco que permitirá estampar las demás. Sin embargo, la película que contiene la información y está adherida a la placa de vidrio es blanda y frágil, por lo cual se hace imprescindible protegerla mediante un fino revestimiento metálico, que le confiere a la vez dureza y protección.
Finalmente, gracias a una combinación de procesos ópticos y electroquímicos, es posible depositar una capa de níquel que penetra en los huecos y se adhiere a la película metálica aplicada en primer lugar sobre la capa de vidrio. Se obtiene de este modo un disco matriz o «máster», que permite estampar a posterior miles de copias del CD-ROM en plástico inyectando policarbonato en el molde, rociando una delgada capa de alumino en los discos y aplicando laca protectora para resguardar los datos para posteriormente curar todo con luz utravioleta. Una vez obtenidas dichas copias, es posible serigrafiar sobre la capa de laca de los discos imágenes e informaciones, en uno o varios colores, que permitan identificarlo. Todo ello, lógicamente, por el lado que no contiene la información. Todo en un proceso parcial o totalmente automatizado. La fabricación de los CD-ROMs de una aplicación multimedia concluye con el estuchado de los discos, que es necesario para protegerlos de posibles deterioros. Al estuche se añade un cuadernillo que contiene las informaciones relativas a la utilización de la aplicación o extras como fotografías, promociones y letras de los intérpretes.
Finalmente, la envoltura de celofán garantiza al usuario que la copia que recibe es original. Estos procesos de fabricación permiten en la actualidad ritmos de producción de hasta 600 unidades por hora en una sola máquina.

### Grabación por acción de láser

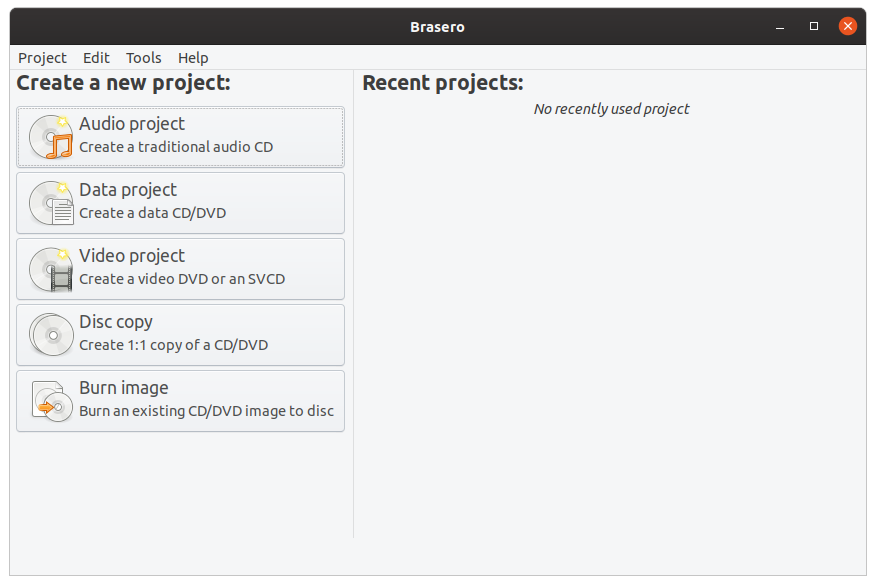
Ejemplo de software de grabación doméstica de discos compactos.

Otro modo de grabación es por la acción de un haz láser (CD-R y CD-RW, también llamado CD-E).
Para esto la grabadora crea unos pits y unos lands cambiando la reflectividad de la superficie del disco. Los pits son zonas donde el láser quema la superficie con mayor potencia, creando ahí una zona de baja reflectividad. Los lands, son justamente lo contrario, son zonas que mantienen su alta reflectividad inicial, justamente porque la potencia del láser se reduce. Según el lector detecte una secuencia de pits o lands, tendremos unos datos u otros. Para formar un pit es necesario quemar la superficie a unos 250 °C. En ese momento, el policarbonato que tiene la superficie se expande hasta cubrir el espacio que quede libre, siendo suficientes entre 4 y 11 mW para quemar esta superficie, claro que el área quemada en cada pit es diminuta. Esto es posible ya que la superficie es distinta. En los discos grabables es un tinte orgánico. Para simular un pit, el grabador usa un rayo láser más potente de lo normal para dejar marcas en el tinte orgánico para que absorban la luz láser en el lector y sean interpretados como ceros. En los discos regrabables está formada en esencia por plata, telurio, indio y antimonio. Inicialmente cuando el disco se encuentra en blanco, esta superficie tiene una estructura policristalina o de alta reflectividad. Si el software le indica a la grabadora que debe simular un pit, entonces lo que hará será aumentar con el láser la temperatura de la superficie hasta los 600 o 700 °C, con lo que la superficie pasa a tener ahora una estructura no cristalina o de baja reflectividad. Cuando debe aparecer un land, entonces se baja la potencia del láser para dejar intacta la estructura policristalina. Para borrar el disco se quema la superficie a unos 200 °C durante un tiempo prolongado (de 20 a 40 minutos) haciendo retornar a su estado cristalino inicial. Esto permite grabar y borrar información varias veces. El Libro Naranja requiere un mínimo de 1000 reescrituras pero elementos como las huellas, la suciedad y los arañazos hacen el disco cada vez más difícil de leer.
Los discos cuentan con dos áreas de calibración para calibrar el láser de acuerdo a las características del disco: Una cercana al borde interior para calibrar la grabación a baja velocidad y otra en el borde exterior para calibrar la grabación en alta velocidad. Los resultados se guardan en el Área de Gestión de Grabaciones (RMA) que puede guardar hasta 99 calibraciones dejando el disco inservible tras rebasar esta capacidad. Pero en los discos CD-RW el área puede ser borrada.

### Grabación por acción de láser y un campo magnético
El último medio de grabación de un disco es por la acción de un haz láser en conjunción con un campo magnético (discos magneto-ópticos).
El disco magneto-óptico consta de una capa ferromagnética cubierta por una de plástico, y nunca hay contacto físico con él. Los datos se graban en una aleación metálica que se conoce como recubrimiento de cambio de fase.
Una muy pequeña porción de la superficie del disco es calentada con un láser mientras la zona se encuentra bajo la influencia de un campo magnético. Cuando ese punto del recubrimiento de cambio de fase alcanza una temperatura crítica conocida como de Curie (cerca de 180 °C) se modifica su estado de cristalización y la estructura del material se torna temporalmente "grabable" dentro de él. Aprovechando el cambio en el estado de cristalización, el flujo magnético presente en la región reorienta los dominios magnéticos dentro de esta zona temporalmente vulnerable de la aleación metálica. Este ordenamiento es realizado en direcciones opuestas, en función de la información binaria, la cual de este modo queda almacenada permanentemente. Al salir de la zona de grabación como producto de la rotación del disco, el material se enfría rápidamente, y el magnetismo inducido que permanece en ese punto produce que no se recristalice adecuadamente, por lo que no vuelve a su estado original, cambiando así su reflectividad. Si no hay presente ningún flujo magnético intenso cuando el material alcanza la temperatura de Curie, su estructura cristalina se relaja y normaliza, produciendo el borrado de la información existente en ese punto.
Durante la lectura, el láser disminuye su potencia y se posiciona sobre el disco que, según el estado magnético de cada punto de la superficie, refleja la luz de forma diferente debido al efecto Kerr de birrefringencia. El rayo reflejado es detectado por un sensor de forma similar a la utilizada en los lectores de otros tipos de discos compactos.

### Grabación multisesión
Desde hace tiempo han surgido programas informáticos para grabar discos que nos permiten utilizar un disco CD-R como si de un disco regrabable se tratase. Esto no quiere decir que el disco se pueda grabar y posteriormente borrar, sino que se puede grabar en distintas sesiones, hasta ocupar todo el espacio disponible del mismo. Los discos multisesión no son más que un disco normal grabable, ni en sus cajas, ni en la información sobre sus detalles técnicos se resalta que funcione como disco Multisesión, ya que esta función no depende del disco, sino como está grabado.
Si se graba un disco y este no es finalizado, podemos añadirle una nueva sesión, desperdiciando una parte para separar las sesiones (unos 20 MB aproximadamente). Haremos que un CD sea multisesión en el momento que realizamos la segunda grabación sobre él, esté o no finalizado, sin embargo, al grabar un CD de música automáticamente el CD-R queda finalizado y no puede ser utilizado como disco Multisesión.
No todos los dispositivos ni los sistemas operativos, son capaces de reconocer un disco con multisesión, o que no esté finalizado.

#### Diferencias entre CD-R multisesión y CD-RW
Puede haber confusión entre un CD-R con grabado multisesión y un CD-RW. En el momento en que un disco CD-R se hace multisesión, el software le dará la característica de que pueda ser utilizado en múltiples sesiones, es decir, en cada grabación se crearán «sesiones», que solo serán modificadas por lo que el usuario crea conveniente. Por ejemplo, si se ha grabado en un CD-R los archivos prueba 1.txt, prueba 2.txt y prueba 3.txt, se habrá creado una sesión en el disco que será leída por todos los reproductores y que contendrá los archivos mencionados. Si en algún momento no se necesita alguno de los ficheros o se modifica el contenido de la grabación, el programa software creará una nueva sesión, a continuación de la anterior, donde no aparecerán los archivos que no se desee consultar, o se verán las modificaciones realizadas, es decir, es posible añadir más archivos, o incluso quitar algunos que estaban incluidos. Al realizar una modificación la sesión anterior no se borrará, sino que quedará oculta por la nueva sesión dando una sensación de que los archivos han sido borrados o modificados, pero en realidad permanecen en el disco. Obviamente las sesiones anteriores, aunque aparentemente no aparecen permanecen en el disco y están ocupando espacio en el mismo, esto quiere decir que algún día ya no será posible «regrabarlo», modificar los archivos que contiene, porque se habrá utilizado toda la capacidad del disco. A diferencia de los CD-R, los discos CD-RW sí pueden ser borrados, o incluso formateados (permite usar el disco, perdiendo una parte de su capacidad, pero permitiendo grabar en el archivos nuevos). En el caso de utilizar un CD-RW cuando borramos, lo borramos completamente, se pueden hacer también borrados parciales, que necesitan una mayor potencia del láser para volver a grabarse. Un disco CD-RW se puede utilizar como una memoria USB, con software adecuado o un sistema operativo que soporte tal capacidad como las últimas versiones de Microsoft Windows, siempre que la unidad soporte esta característica, se pueden manipular ficheros como en una memoria USB, con la salvedad de que no se borra, sino que al borrar un archivo este sigue ocupando un espacio en el disco, aunque al examinarlo no aparezca dicho archivo. Los discos CD-RW necesitan más potencia del láser para poder grabarse, por esta razón los discos regrabables tienen una velocidad de grabación menor que los discos grabables (tardan más en terminar de grabarse). Los DVD-RW, DVD+RW, BD-RE, BD-RE DL y BD-RE XL funcionan de manera análoga, los DVD-RAM también, pero están diseñados para escritura como las memorias USB.

## Estándares
Una vez resuelto el problema de almacenar los datos, queda el de interpretarlos de forma correcta. Para ello, las empresas creadoras del disco compacto definieron una serie de estándares, cada uno de los cuales reflejaba un nivel distinto. Cada documento fue encuadernado en un color diferente, dando nombre a cada uno de los «libros arcoíris» (Rainbow Books).

## Sistemas de archivos
El estándar ISO 9660 es una norma publicada inicialmente en 1988 por la ISO, que especifica el formato para el almacenaje de archivos en los soportes de tipo disco compacto. El estándar ISO 9660 define un sistema de archivos para CD-ROM. Su propósito es que tales medios sean legibles por diferentes sistemas operativos, de diferentes proveedores y en diferentes plataformas, por ejemplo, MS-DOS, Microsoft Windows, Mac OS y Unix.

## Tiempo de acceso
Para describir la calidad de un CD-ROM este es probablemente uno de los aspectos más importantes. El tiempo de acceso se toma como la cantidad de tiempo que le lleva al dispositivo desde que comienza el proceso de lectura hasta que los datos comienzan a ser leídos. Este parámetro viene dado por: la latencia, el tiempo de búsqueda y el tiempo de cambio de velocidad (en los dispositivos CLV). Téngase en cuenta que el movimiento de búsqueda del cabezal y la aceleración del disco se realizan al mismo tiempo, por lo tanto no estamos hablando de sumar estos componentes para obtener el tiempo de acceso sino de procesos que justifican esta medida.
Este parámetro depende directamente de la velocidad de la unidad de CD-ROM ya que los componentes de este también dependen de ella. La razón por la que el tiempo de acceso es mayor en los CD-ROM respecto a los discos duros y la memoria flash es la construcción de estos. La disposición de cilindros de los discos duros reduce considerablemente los tiempos de búsqueda y el funcionamiento de estado sólido de la memoria flash como la usada en las memorias USB y los discos de estado sólido reduce aún más este parámetro. Por su parte los CD-ROM no fueron inicialmente ideados para el acceso aleatorio sino para acceso secuencial de los CD de audio. Los datos se disponen en espiral en la superficie del disco, el funcionamiento de la unidad usa componentes mecánicos y el tiempo de búsqueda es por lo tanto mucho mayor.
Una cuestión a tener en cuenta es el reclamo utilizado en muchas ocasiones por los fabricantes, es decir, si las tasas de acceso más comunes se encuentran en los 65 ms, intentarán convencernos de que un CD-ROM cuya velocidad de acceso menor es infinitamente mejor cuando la realidad es que la diferencia es en la práctica inapreciable, por supuesto que cuanto más rápido sea un CD-ROM mejor, pero hay que tener en cuenta qué precio estamos dispuestos a pagar por una característica que luego no vamos a apreciar. Como comparación los discos duros tienen un tiempo de búsqueda común de 9ms y los discos de estado sólido rondan los 0.16ms.
Los primeros CD-ROM operaban a la misma velocidad que los CD de audio estándar: de 210 a 539 RPM dependiendo de la posición del cabezal, con lo que se obtenía una razón de transferencia de 1.2Mbps, velocidad con la que se garantizaba lo que se conoce como calidad CD de audio. No obstante, en aplicaciones de almacenamiento de datos interesa la mayor velocidad posible de transferencia para lo que es suficiente aumentar la velocidad de rotación del disco. Así aparecen los CD-ROM 2X, 4X,.... 52X que simplemente multiplican. la velocidad de transferencia.
La mayoría de los dispositivos de menor velocidad que 12X usan CLV, los más modernos y rápidos, no obstante, optan por la opción CAV. Al usar CAV, la velocidad de transferencia de datos varía según la posición que ocupen estos en el disco al permanecer la velocidad angular constante.
Un aspecto importante al hablar de los CD-ROM de velocidades 12X o mayores es, a que nos referimos realmente cuando hablamos de velocidad 12X, dado que en este caso no tenemos una velocidad de transferencia 12 veces mayor que la referencia y esta ni siquiera es una velocidad constante. Cuando se dice que un CD-ROM CAV es 12X queremos decir que la velocidad de giro es 12 veces mayor en el borde del CD. Así un CD-ROM 24X es 24 veces más rápido en el borde pero en el medio es un 60 % más lento respecto a su velocidad máxima.
| Velocidad de transferencia | KB/s         | Mbit/s        | MB/s       | RPM (lectura desde el borde interior hacia el exterior) |
| -------------------------- | ------------ | ------------- | ---------- | ------------------------------------------------------- |
| 1×                         | 150          | 1.2288        | 0.146      | 200–530                                                 |
| 2×                         | 300          | 2.4576        | 0.293      | 400–1,060                                               |
| 4×                         | 600          | 4.9152        | 0.586      | 800–2,120                                               |
| 8×                         | 1,200        | 9.8304        | 1.17       | 1,600–4,240                                             |
| 10×                        | 1,500        | 12.288        | 1.46       | 2,000–5,300                                             |
| 12×                        | 1,800        | 14.7456       | 1.76       | 2,400–6,360                                             |
| 20×                        | 1,200–3,000  | hasta 24.576  | hasta 2.93 | 4,000 (CAV)                                             |
| 24×                        | 1,440–3,600  | hasta 29.491  | hasta 3.51 | 4,800 (CAV)                                             |
| 32×                        | 1,920–4,800  | hasta 39.3216 | hasta 4.69 | 6,400 (CAV)                                             |
| 36×                        | 2,160–5,400  | hasta 44.2368 | hasta 5.27 | 7,200 (CAV)                                             |
| 40×                        | 2,400–6,000  | hasta 49.152  | hasta 5.86 | 8,000 (CAV)                                             |
| 48×                        | 2,880–7,200  | hasta 58.9824 | hasta 7.03 | 9,600 (CAV)                                             |
| 52×                        | 3,120–7,800  | hasta 63.8976 | hasta 7.62 | 10,400 (CAV)                                            |
| 56×                        | 3,360–8,400  | hasta 68.8128 | hasta 8.20 | 11,200 (CAV)                                            |
| 72×                        | 6,750–10,800 | hasta 88.4736 | hasta 10.5 | 2,700 (rayos múltiples)                                 |

### Tiempo de búsqueda
El tiempo de búsqueda se refiere al tiempo que lleva mover el cabezal de lectura hasta la posición del disco en la que están los datos. Solo tiene sentido hablar de esta magnitud en media ya que no es lo mismo alcanzar un dato que está cerca del borde que otro que está cerca del centro. Esta magnitud forma parte del tiempo de acceso que es un dato mucho más significativo. El tiempo de búsqueda tiene interés para entender los componentes del tiempo de acceso pero no tanto como magnitud en sí.

### Tiempo de cambio de velocidad
En los CD-ROM de velocidad lineal constante (CLV), la velocidad de giro del motor dependerá de la posición que el cabezal de lectura ocupe en el disco, más rápido cuanto más cerca del centro. Esto implica un tiempo de adaptación para que este motor tome la velocidad adecuada una vez que conoce el punto en el que se encuentran los datos. Esto se suele conseguir mediante un microcontrolador que relaciona la posición de los datos con la velocidad de rotación.
En los CD-ROM CAV no tiene sentido esta medida ya que la velocidad de rotación es siempre la misma, así que la velocidad de acceso se verá beneficiada por esta característica y será algo menor; no obstante, se debe tener en cuenta que dado que los fabricantes indican la velocidad máxima para los CD-ROM CAV y esta velocidad es variable, un CD-ROM CLV es mucho más rápido que otro de la misma velocidad CAV cuanto más cerca del centro del disco.

### Caché
La mayoría de los CD-ROM suelen incluir una pequeña caché cuya misión es reducir el número de accesos físicos al disco. Cuando se accede a un dato en el disco este se graba en la caché de manera que si volvemos a acceder a él, este se tomará directamente de esta memoria evitando el lento acceso al disco. Por supuesto, cuanto mayor sea la caché mayor será la velocidad de la unidad pero tampoco hay demasiada diferencia de velocidad entre distintas unidades. Por este motivo ya que esta memoria solo nos evita el acceso a los datos más recientes que son los que van sustituyendo dentro de la caché a los que llevan más tiempo y dada la característica, en cuanto a volumen de información, de las aplicaciones multimedia nada nos evita el tener que acceder al dispositivo. Este es uno de los parámetros determinantes de la velocidad de este dispositivo. Obviamente, cuanto más caché tengamos mejor, pero teniendo en cuenta el precio que estamos dispuestos a pagar por ella.

## Protecciones contra copias
Salvo por una indicación que evita las copias en un subcódigo, el disco compacto no posee ningún sistema de gestión digital de derechos. Desde el año 2001 han aparecido intentos por introducir esquemas de gestión digital de derechos en los discos compactos CD-DA para obstaculizar o impedir ciertas operaciones como la copia en otro disco compacto o la copia hacia el almacenamiento del equipo. Sin embargo existen reportes que indican que estos sistemas introducen problemas en la lectura de datos, especialmente en varios lectores que funcionan de manera muy similar a los lectores CD-ROM de los equipos, así como la creación de vulnerabilidades de seguridad en los equipos. La compañía Philips ha declarado que las discográficas que empleen estos esquemas de gestión digital de derechos no tienen el derecho de usar el logotipo "Compact Disc Digital Audio" debido a que incumplen el estándar del Libro Rojo. Hoy en día estos sistemas de gestión de derechos de autor han sido abandonados. En el caso de los CD-ROM, se emplean los sistemas de gestión digital de derechos de sus respectivas aplicaciones.

## Tipos de discos compactos
- Mini-CD
- CD-A
- CD-ROM
- CD-R
- CD-RW
- CD+G
- VCD
- MMCD

## Cuidados y preservación de los discos compactos

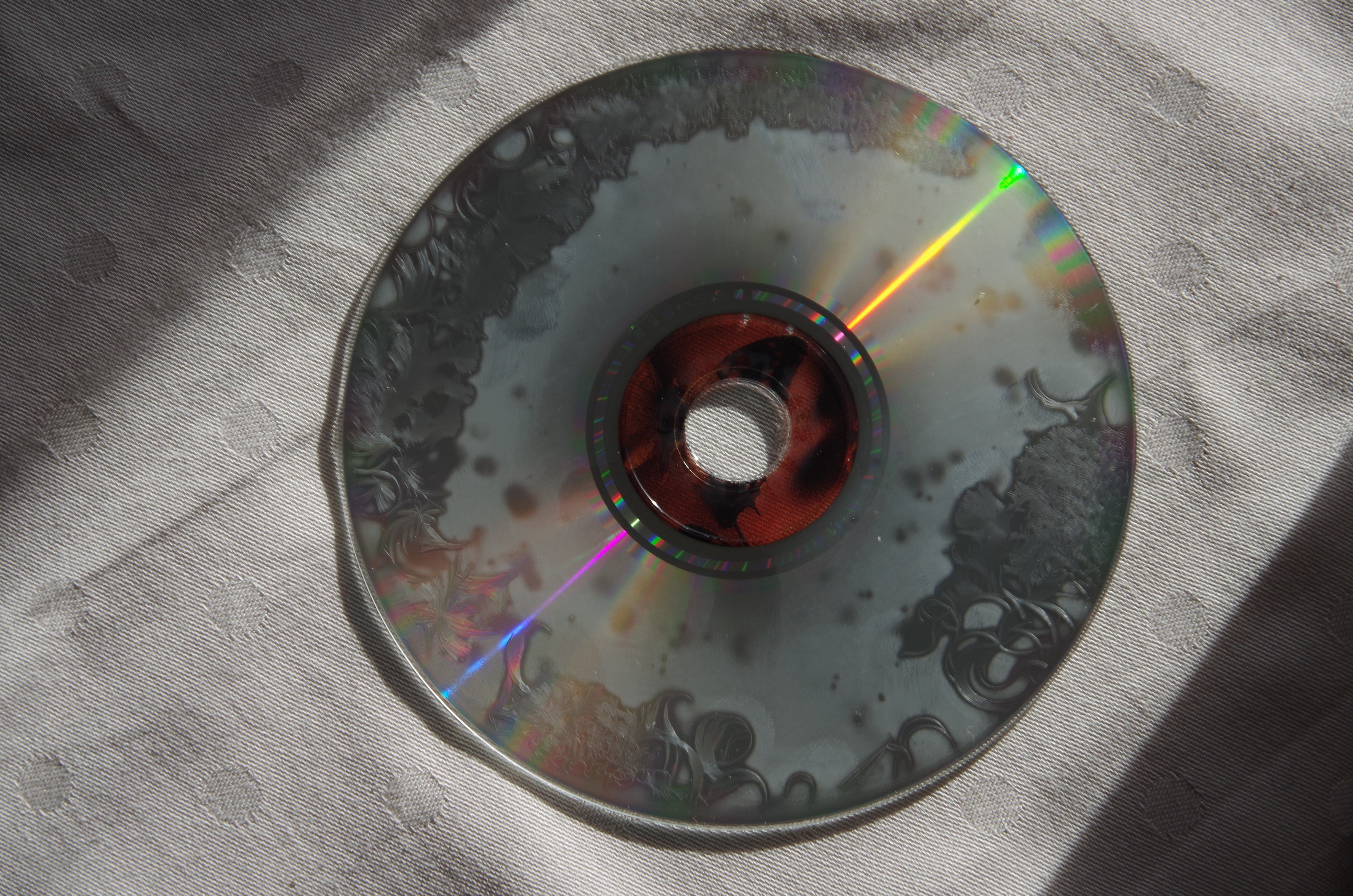
La baja calidad de fabricación, el transcurso del tiempo, un uso y almacenamiento inadecuados pueden causar el deterioro del disco compacto, ocasionando problemas, errores y pérdida de información.

Las reacciones químicas entre sus componentes, además del calor y el maltrato, pueden destruir los datos digitales. Por lo tanto, hay que revisar periódicamente la información para detectar las fallas. Para prevenir el deterioro temprano de los compactos, solamente hay que tratarlos bien. Los CD-R, basados en tinturas orgánicas, son más perecederos y volátiles que los compactos y los CD-ROM. Un CD-RW tiene una vida estimada de 22 años por lo que no se recomienda para almacenar a largo plazo mientras que el CD-R estima una vida mayor a 30 años. Hay que verificar la copia de seguridad cada 2 años o menos. Es conveniente, la práctica de hacer doble copia de todos los datos y respaldar la información cada dos años. Las siguientes son algunas recomendaciones para la adquisición y preservación de discos compactos grabados y en blanco:
- Adquirir CD de buena calidad de fabricantes y proveedores confiables. En caso de duda, pueden ser probados con discos de varias marcas y quedarse con las que tengan mejor desempeño así como revisar las reseñas en las tiendas en línea.
- No tocar los CD con los dedos en el área de datos, sino por los bordes o por su etiqueta impresa. En caso de suciedad limpiar la superficie con una solución de agua y detergente suave.[67]
- No exponer los CD al polvo, al calor excesivo ni por tiempos largos a la luz solar directa o artificial. Deben guardarse en su respectivo estuche o empaque lo más inmediato posible.
- No colocar pegatinas en la superficie del CD.
- No guardar CD juntos de diferentes tamaños.
- Almacenar los CD en ambientes a temperatura constante. Si se guardan por largo tiempo, deben ser guardados en un ambiente fresco y oscuro.
- Evitar almacenar los CD en ambientes de humedad muy elevada, ya que pueden formarse hongos en sus fundas protectoras.[68]
- En caso de aplicar una limpieza rápida a la cara de datos, debe hacerse del centro del CD hacia afuera. Nunca limpiar moviendo en círculos, pues las rayas de desgaste que pueden producirse tienen más posibilidades de estropear el proceso de lectura.
- Al marcarlos o escribir sobre ellos, usar un rotulador de punta suave. Los objetos puntiagudos pueden dañar los datos.
- No exponer los CD al agua, a las caídas ni a los golpes.